# Stethophyma magister
Stethophyma magister är en insektsart som först beskrevs av Rehn, J.A.G. 1902.  Stethophyma magister ingår i släktet Stethophyma och familjen gräshoppor.

## Underarter
Arten delas in i följande underarter:
- S. m. kevani
- S. m. magister

## Bildgalleri

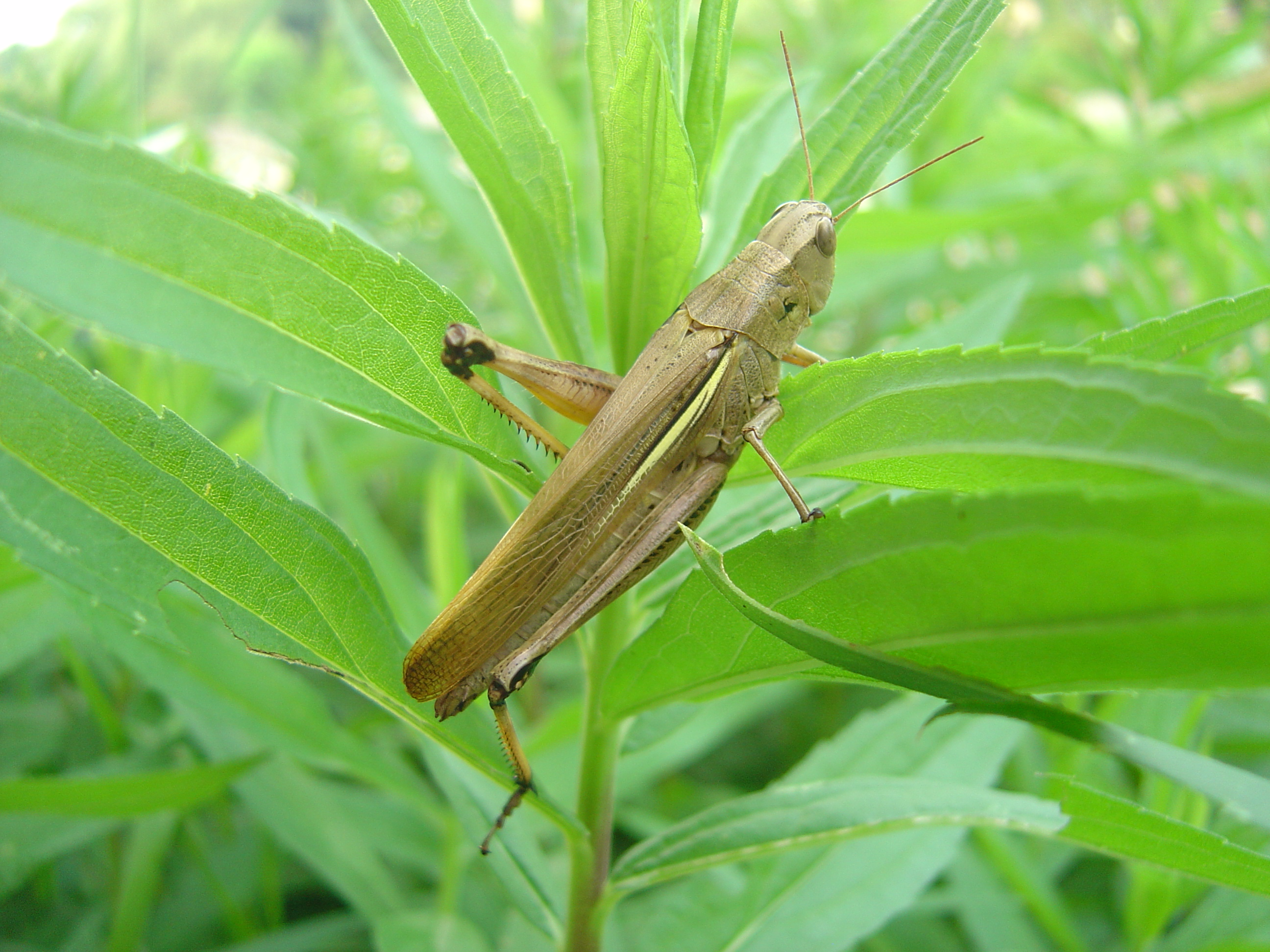